# Som da Chuva
Som da Chuva é o oitavo trabalho musical da cantora cristã Soraya Moraes, lançado pela gravadora Line Records em 2008.
O álbum foi vencedor do Grammy Latino 2008 na categoria "Melhor álbum de música cristã em língua portuguesa" e a canção "Som da Chuva" foi eleita ao Grammy Latino de Melhor Canção Brasileira.

## Faixas
1. Som da Chuva
2. Leão e Cordeiro
3. Santificado seja o Teu Nome (Hallowed Be Your Name) -(com André Valadão)
4. Cada Promessa
5. Minha Casa
6. Abre os Céus (Open Up The Heavens)
7. Oração (The Prayer) -(com Márcio José [Tenor])
8. Naquela Cruz
9. Hoje vai Acontecer
10. Derrama Tua Unção
11. Sopra Espírito
12. Não buscar só as Bençãos
13. Apaixonado
14. Sara nossa Terra

## Clipes
- Som da Chuva